# Back side bus
Back side bus (BSB) — шина кэш-памяти второго уровня в процессорах с двойной независимой шиной (англ. DIB — dual independed bus).
Для связи с контроллером памяти предназначена FSB (front side bus), работающая в качестве магистрального канала между процессором и чипсетом.
К процессорам, имеющим архитектуру DIB, относятся:
- Intel Pentium Pro — 64-битная BSB;
- Intel Pentium II — 64-битная BSB (внешний кэш L2);
- Intel Pentium III — 64 бит + 8 бит ECC (внешний кэш L2) или 256 бит + 32 бит ECC;
- Intel Pentium 4 — 256 бит + 32 бит ECC;
- Intel Core — 256 бит + 32 бит ECC;
- AMD Athlon — 64 бит + 8 бит ECC:
- AMD Athlon 64 — 128 бит + 16 бит ECC (у процессоров семейства K8 контроллер памяти встроен в процессор, связь с чипсетом осуществляется по шине HyperTransport);
- и др.